# Grodna
Negli scritti mitologici di William Blake, Grodna è il figlio terzogenito di Urizen.
Nel capitolo VIII del Libro di Urizen è brevemente descritta la sua nascita:
Grodna rent the deep earth, howling
Amaz'd; his heavens immense cracks
Like the ground parched with heat,[...]
Questi versi lo fanno identificare colla Terra dei quattro elementi classici, elementi che nel Libro di Urizen simboleggiano appunto i quattro figli di quest'ultimo.